# Johann Jacoby

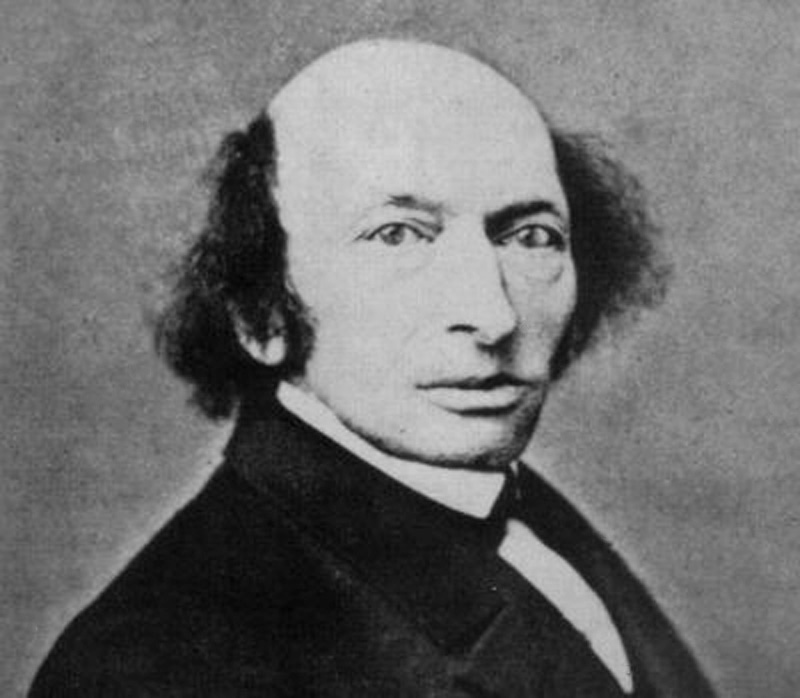
Johann Jacoby

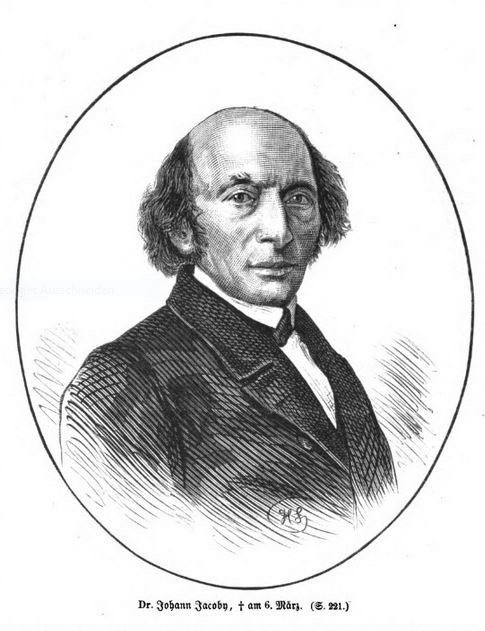
Johann Jacoby

Johann Jacoby (geboren am 1. Mai 1805 in Königsberg i. Pr.; gestorben am 6. März 1877 ebenda) war ein deutscher Arzt und radikaldemokratischer preußischer Politiker.

## Leben
Johann Jacoby wurde als Sohn des jüdischen Kaufmanns Gerson Jacoby und dessen Frau Lea Jonas als jüngstes von insgesamt fünf Kindern geboren. Nach dem Abitur am Collegium Fridericianum studierte er ab 1823 Medizin an der Albertus-Universität Königsberg, die zu jener Zeit stark von den Lehren Immanuel Kants beeinflusst war. Unterstützt von Eduard von Simson gründete er am 2. Februar 1827 das dritte Littauer-Kränzchen innerhalb der burschenschaftlichen Allgemeinheit, das 1829 zur eigenständigen Corpslandsmannschaft Littuania wurde. Das Studium schloss er 1827 mit einer Dissertation über das Delirium tremens und 1828 mit dem Staatsexamen ab. Er arbeitete als praktischer Arzt und ab 1829 auch am jüdischen Krankenhaus in Königsberg. Nach dem Ausbruch der großen Choleraepidemie reiste er im staatlichen Auftrag 1831 während des polnischen Aufstands in einen russisch kontrollierten Distrikt, um sich als erster ostpreußischer Arzt am Ort des Geschehens über die Seuche zu informieren. Wenig später brach der Cholera-Aufstand in Königsberg aus. Sein ärztlicher Einsatz wurde in der Heimatstadt honoriert, und der preußische Oberpräsident, Theodor von Schön, soll geäußert haben: „Ich werde auch nach Berlin darüber berichten, aber einen Orden, eine Auszeichnung, wissen Sie, können Sie nicht bekommen. Sie sind Jude.“

### Kampf um die jüdische Gleichberechtigung
Der preußischen Regierungspolitik stand Jacoby bereits in den 1820er-Jahren wegen ihrer restriktiven Haltung zur jüdischen Gleichstellung voller Misstrauen gegenüber. Doch erst die Julirevolution von 1830 und der polnische Aufstand beflügelten sein politisches Engagement. Als aktives Mitglied der jüdischen Gemeinde, der er unter anderem Vorschläge zur Reform des Gottesdienstes gemacht hatte, wandte er sich zunächst mit Nachdruck der Frage der staatsbürgerlichen Gleichberechtigung zu. Für Jacoby, der wie sein Biograf Edmund Silberner meint, „den geistigen Wurzeln des Judentums ziemlich entfremdet, an die jüdische Religion gefühlsmäßig nicht gebunden; in der deutschen Kultur aufgewachsen und tief mit ihr verwachsen [war],“ war das Ziel der Gleichberechtigung abhängig vom Erfolg der liberal-demokratischen und nationalen Bewegung: „Wie ich selbst Jude und Deutscher bin, so kann in mir der Jude nicht frei werden ohne den Deutschen und der Deutsche nicht ohne den Juden.“ In einer 1833 publizierten Streitschrift betonte er, dass „nicht eine Gnade“ zu gewähren, sondern die Gleichstellung „ein uns vorenthaltenes Recht“ sei, bis eine „humane Zukunft unsere billigen Ansprüche völlig befriedigt.“ Von seinem Bekenntnis, „der Geburt wie der inneren Überzeugung nach – Jude,“ rückte er nie ab. Bis zu seinem Tod gehörte er der jüdischen Gemeinde an, auch wenn er durch seine philosophischen Studien und seine Beschäftigung mit Spinoza das Interesse an der jüdischen Religion verloren hatte.

### Vormärz

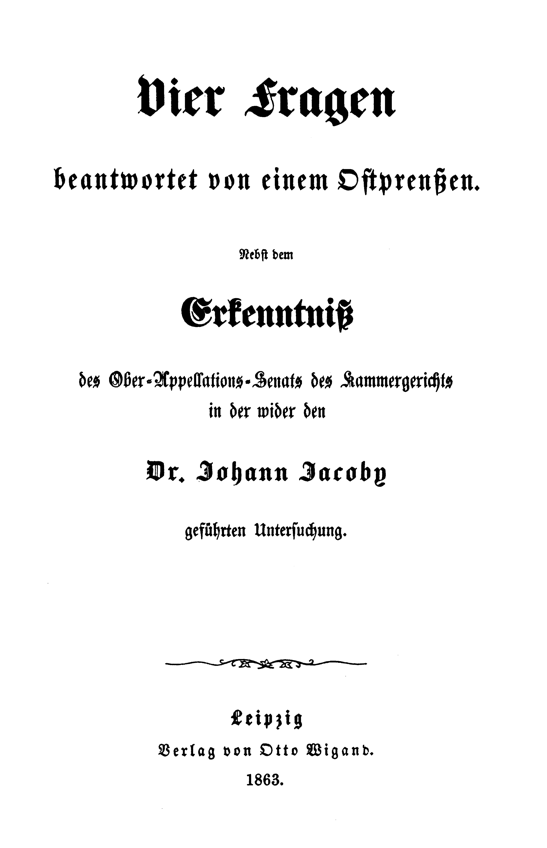
Vier Fragen, beantwortet von einem Ostpreußen (Neuauflage 1863)

Jacoby war ab 1839 maßgeblich an einem liberalen Diskussionskreis in Königsberg beteiligt, aus dem die von ihm gestiftete „Donnerstags-Gesellschaft“ hervorging. Im Jahr 1841 forderte er in seiner bei dem sächsischen Verleger Otto Wigand anonym verlegten Flugschrift Vier Fragen, beantwortet von einem Ostpreußen eine konstitutionelle Verfassung für Preußen und eine allgemeinstaatliche Volksvertretung mit einer „echten Teilnahme des Volkes an der Politik“. Er berief sich dabei auf das königliche Verfassungsversprechen von 1815. Aus Angst vor staatlicher Verfolgung hatte Jacoby seine Schrift zunächst noch anonym veröffentlicht. Nachdem jedoch polizeiliche Spitzel den Verfasser zu suchen begannen, offenbarte Jacoby in einem Brief an den preußischen König wenig später seine Autorschaft. Er widmete nun sogar seine Schrift dem neuen preußischen König Friedrich Wilhelm IV. – ein Akt, mit dem er den Monarchen an das uneingelöste Verfassungsversprechen seines Vaters erinnern wollte. Friedrich Wilhelm IV. ging jedoch nicht darauf ein; er nannte Jacoby einen „frechen Empörer“ und regte einen Hochverratsprozess wegen Majestätsbeleidigung gegen Jacoby an. Der König wollte Jacobys politisches Emanzipationsbestreben mit dem Tod bestrafen. Das Oberlandesgericht Königsberg erklärte sich jedoch für nicht zuständig, da ein solch hoher Fall vor dem Berliner Kammergericht verhandelt werden müsse. Die Berliner Richter wiederum mochten in Jacobys Flugschrift keinen Hochverrat erkennen und schickten die Akten zurück nach Königsberg. Nun aber griff Friedrich Wilhelm IV. in den Prozess ein. 1842 wurde Jacoby wegen Majestätsbeleidigung und Verspottung der Landesgesetze zu mehr als zwei Jahren Festungshaft verurteilt, die er jedoch nicht absitzen musste, da er Berufung einlegte und erneut vom Kammergericht Berlin freigesprochen wurde. Der Kammergerichtspräsident begründete den Freispruch damit, dass Jacobys Gesinnung durchaus „Ehrfurcht“ gegenüber dem Landesherrn erkennen lasse.
Die Schrift machte ihn zum anerkannten Vertreter des preußischen Liberalismus. Der spätere Abgeordnete Franz Ziegler beschrieb die Wirkung Jacobys so: „Als wir alle noch in politischer Finsternis lebten, trat Johann Jacoby aus dem Dunklen hervor, fertig klar, glänzend, kühn und ward der Schöpfer des politischen Lebens in Preußen.“ Robert Prutz bekannte später: „Mit ihm [Jacoby] stand gleichsam der gesamte preußische Liberalismus vor Gericht.“ In den folgenden Jahren war Jacoby vielfach als politischer Redner und Publizist tätig und forderte in Briefen an die preußischen Provinziallandtage eine politische Gesamtvertretung. Erneute Anklagen waren die Folge, denen er mit bewusst öffentlichen Verteidigungsschriften begegnete.
Am 11. April 1847 trat in Berlin zum ersten Mal ein Vereinigter Landtag zusammen, der die bisherigen acht Provinziallandtage umfasste. Er stellte aber noch keine politisch-repräsentative Vertretung dar, sondern war ständisch strukturiert. Jacoby reiste nach Berlin, um sich mit den liberal gesinnten Delegierten auszutauschen und um auf sie einzuwirken. Er nahm an den Besprechungen der Opposition teil, insbesondere traf er sich regelmäßig mit den ostpreußischen Vertretern. Er hatte erwartet, dass sich der vereinigte Landtag gegen die Regierungspolitik ausspreche, doch nach kurzer Zeit der Beobachtung kritisierte er die diplomatische „Leisetreterei“ der Verhandlungen. Die Delegierten seien zwar gut gesinnt, aber ohne Entschiedenheit. Am 5. Mai verließ er Berlin und reist drei Monate lang, stets mit intensiven Kontakten zu prominenten Vertretern der Opposition verknüpft durch halb Deutschland, mit Abstechern nach Zürich und Brüssel.

### Revolutionszeit

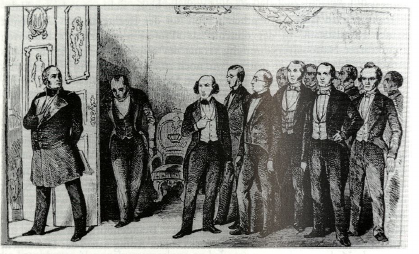
Wilhelm weigert sich, die Parlamentarier anzuhören (1848)

Nach dem Ausbruch der Märzrevolution gehörte Jacoby im Vorparlament und als einziger Jude im Fünfzigerausschuss zu den entschiedenen demokratischen Republikanern. Allerdings hielt er die objektiven Voraussetzungen für eine deutsche Republik nicht für gegeben und verzichtete auf deren Propagierung. Gleichwohl wurde er nicht als Abgeordneter Königsbergs in die Frankfurter Nationalversammlung gewählt, unter anderem weil er im Fünfzigerausschuss für die Abtretung der preußischen Provinz Posen eintrat (siehe hierzu Posen-Frage 1848–1851). Polens politische und staatliche Unabhängigkeit sei nur eine Frage der Zeit, die als gleichberechtigte nationale Befreiungsidee anerkannt werden müsse. Stattdessen wurde Jacoby in einem Berliner Wahlkreis zum Mitglied der Preußischen Nationalversammlung gewählt. Dort trug er maßgeblich zur Bildung der linken Fraktion bei. Im Parlament trat er nur selten als Redner hervor, denn ihm lag vor allem an der Organisation der preußischen demokratischen Bewegung.  Nach der Erstürmung Wiens durch konterrevolutionäre Truppen und der Ersetzung des preußischen Ministerpräsidenten Ernst von Pfuel durch den ultrareaktionären Friedrich Wilhelm von Brandenburg beschloss die Preußische Nationalversammlung am 2. November 1848 noch am selben Tage eine Deputation an Friedrich Wilhelm IV. nach Potsdam zu entsenden. Die Abgesandten überreichten dem König eine Adresse zur Lage des Landes. Der König nahm die Petition wortlos entgegen und wollte sich dann abwenden ohne ein Wort an die Deputierten gerichtet zu haben. Da rief ihm unter Bruch der Hofetikette (Untertanen war es nicht erlaubt, das Wort direkt an den Monarchen zu richten, sie mussten warten, bis der König sie selbst ansprach) Jacoby seinen berühmt gewordenen Satz hinterher:

„Das ist das Unglück der Könige, daß sie die Wahrheit nicht hören wollen!“

Aufgrund dieser Dreistigkeit sah sich Jacoby nach Ende der Audienz heftigen Vorhaltungen seiner Mitdelegierten ausgesetzt. In Berlin sprach sich das mutige Auftreten Jacobys schnell herum und wurde von liberal gesinnten Kreisen begeistert aufgenommen. Ein Staatsstreich führte am 5. Dezember 1848 zur Auflösung der Preußischen Nationalversammlung, die neue Verfassung wurde oktroyiert. Im Februar 1849 erfolgte Jacobys Wahl in die zweite Kammer des preußischen Landtages. Nach deren Auflösung im April 1849 wurde er am 24. Mai 1849 Nachfolger von Daniel Friedrich Gottlob Teichert als Mitglied der sich bereits in Auflösung befindlichen Frankfurter Nationalversammlung. Im Stuttgarter Rumpfparlament verblieb er bis zu dessen Ende am 18. Juni 1849. Anschließend floh er mit anderen Parlamentariern in die Schweiz. Als er in Königsberg wegen seiner Teilnahme am Rumpfparlament des Hochverrats angeklagt wurde, kehrte er zurück und stellte sich dem Gericht. Die siebenwöchige Untersuchungshaft endete mit einem Freispruch.

### Oppositioneller gegen Bismarck
In den folgenden Jahren der Reaktion stand Jacoby unter Polizeiaufsicht und konzentrierte sich auf seine ärztliche Tätigkeit. Daneben arbeitete er an einem ambitionierten philosophischen Werk, das jedoch ein Torso blieb. Bruchstücke daraus veröffentlichte er erst kurz vor seinem Tode.
Nach dem Abtreten König Friedrich Wilhelms IV. und mit Beginn der sogenannten Neuen Ära im Jahre 1858 begann auch Jacoby sich wieder politisch zu betätigen. Er schloss sich im Jahr darauf dem Deutschen Nationalverein an und trat 1861 der Deutschen Fortschrittspartei bei. Zwischen 1863 und 1870 vertrat er den 2. Berliner Wahlbezirk in der zweiten Kammer des preußischen Abgeordnetenhauses. Dort gehört er der äußersten Linken innerhalb der Fortschrittspartei an. Im preußischen Verfassungskonflikt, in dem die Parlamentsmehrheit eine von König Wilhelm I. und seinem neuen Ministerpräsidenten Bismarck geforderte Heeresvermehrung verweigerte, forderte er mit anderen Abgeordneten zur Steuerverweigerung auf. Bereits vier Tage nach der Landtagseröffnung am 9. November 1863 hielt er in der Wahlmännerversammlung seines Wahlkreises vor hunderten Zuhörern eine Rede über den Verfassungskampf, in der er deklamierte: „Soll Preußen als Rechtsstaat entstehen, muss notwendig der Militär- und Junkerstaat Preußen untergehen.“ Im weiteren Verlauf der Rede appellierte er an die „politische Selbsthilfe“ des Volkes:
„Das Volk muss bereit sein, selbst einzustehen für sein gutes Recht ... Nicht Revolution, nicht der redlichste Wille freisinniger Fürsten kann einem Volke die Freiheit geben, ebensowenig vermag dies die Weisheit von Staatsmännern und Parlamentsrednern. Selbst denken, selbst handeln, selbst arbeiten muss das Volk, um die papierne Verfassungsurkunde zu einer lebendigen Verfassungswahrheit zu machen. Wie auf dem wirtschaftlichen Gebiete, ganz ebenso auf dem politischen – ‚Selbsthilfe‘ ist die Lösung!“
Nachdem er angeklagt und zu sechs Monaten Kerkerhaft verurteilt worden war, sorgte Jacoby für die Drucklegung seiner Rede. In der Haft in Königsberg verfasste er die Schrift „Der freie Mensch. Rück- und Vorschau eines Staatsgefangenen.“
Die Kleindeutsche Lösung bekämpfte er in seiner Zeitung Die Zukunft, die er 1867–1871 zusammen mit Guido Weiß herausgab (Mitarbeiter u. a. Josef Stern (Journalist) und Franz Mehring). Im Vorfeld des Deutsch-Dänischen Krieges von 1864 forderte Jacoby ein Zurücktreiben des „übermütige[n] Däne[n]“ über die Grenzen des deutschen Vaterlandes, um Schleswig-Holstein „von dem Joche der Fremdherrschaft für immer“ zu erlösen. Allerdings verfocht er das Recht der beiden Herzogtümer auf staatliche Unabhängigkeit und sprach sich nach dem Krieg gegen deren Annexion durch Preußen aus.  Aus ähnlichen Gründen protestierte er gegen den Deutschen Krieg von 1866 und die Annexion neuer Gebiete in den preußischen Staat. Auch die Verfassung des preußisch dominierten Norddeutschen Bundes lehnte er ab. In dem Aufsatz Nationalitätsprinzip und staatliche Freiheit legte er seine an Herder, Schiller und dem Deutschen Idealismus, insbesondere Kant und Fichte entlehnte Überzeugung dar, hernach Staat und Nationalität nur Mittel auf dem Wege zur Freiheit des Einzelmenschen als auch der Völker seien. Eine Nation, die er als kulturell gewordene Gemeinschaft versteht, könne sich alleine oder mit anderen Nationen in einem gemeinsamen Staatswesen organisieren, oder mehreren Staatswesen angehören. Entscheidend sei alleine, was der Entwicklung des „nationalen Charakters“ zu menschenwürdiger Freiheit entspräche. Der bloße Einheitsdrang eines Volkes entscheide hierüber nicht. In diesem Sinne ist auch seine am 6. Mai 1867 gehaltene Rede vor dem preußischen Abgeordnetenhaus anlässlich der Annahme der Verfassung des Norddeutschen Bundes zu verstehen:
„Meine Herren, gestatten Sie mir als einem der ältesten Kämpfer für den Rechtsstaat in Preußen, gestatten Sie mir zum Schluss noch ein kurzes Wort der Mahnung. Täuschen Sie sich nicht über die Folgen Ihres Beschlusses! Verkümmerung der Freiheitsrechte hat noch niemals ein Volk zu nationaler Macht und Größe geführt. Geben Sie dem ›obersten Kriegsherrn‹ absolute Machtvollkommenheit, und Sie proklamieren zugleich den Völkerkrieg! Deutschland – in staatlicher Freiheit geeint – ist die sicherste Bürgschaft für den Frieden Europas; unter preußischer Militärherrschaft dagegen ist Deutschland eine ständige Gefahr für die Nachbarvölker, der Beginn einer Kriegsepoche, die uns in die traurigen Zeiten des Faustrechts zurückzuwerfen droht. Möge Preußen, möge das deutsche Vaterland vor solchem Unheil bewahrt bleiben!“

### Abkehr von der Fortschrittspartei
Nach dem Krieg von 1866 war eine großdeutsche Lösung der nationalen Einigungsfrage illusorisch geworden. Auf der anderen Seite drängte die sozialistische Arbeiterbewegung nach größerer Eigenständigkeit gegenüber dem bürgerlichen Linksliberalismus. Jacoby versuchte gegenzusteuern und propagierte die Gleichwertigkeit von politischer und sozialer Reform, die sich gegenseitig bedinge. Ein Integrationsversuch mittels einer neuen deutschen Volkspartei scheiterte und Jacoby begann sich mit seinen politischen und sozialen Idealen auf die Arbeiterbewegung zuzubewegen. Im November 1868 trat er aus der Fortschrittspartei aus. Sein Prinzip der Rechtsgleichheit aller als Grundgedanke der Demokratie sah er nicht mehr angemessen vertreten. Zudem, so seine grundlegende Aussage, erfülle eine repräsentative, parlamentarische Regierung diese Forderung mehr dem Scheine nach als in Wirklichkeit. Allein die Herrschaft des „Gesamtwillens“, die unbedingte Selbstregierung des Volkes könne die Rechtsgleichheit garantieren. Im Januar 1870 hielt Jacoby eine später gedruckte und in mehrere Sprachen übersetzte Rede über „Das Ziel der Arbeiterbewegung“, in der er die Arbeiterfrage als eine Frage der Kultur, der Gerechtigkeit und Humanität bezeichnete. Er sprach sich für eine Abschaffung des Lohnsystems, gleichberechtigte Assoziationen und genossenschaftliches Wirtschaften aus, eine Synthese von liberalen und sozialistischen Vorstellungen.
Während des Deutsch-Französischen Krieges hielt er am 14. September 1870 eine Rede gegen die Annexion von Elsass-Lothringen. Er wurde verhaftet und nach Kriegsrecht in der Festung Lötzen inhaftiert. Otto von Bismarck setzte sich aus politischem Kalkül und wohl auch aus menschlichem Respekt für die Freilassung „jenes alten dürren Juden“ ein, wie er ihn nannte. Durch seine Ablehnung des Krieges endete auch die enge Freundschaft mit der Schriftstellerin Fanny Lewald. Jacoby gehörte seit ihrer Gründung im Jahre 1867 der „Internationalen Friedens- und Freiheitsliga“ mit Sitz in Bern an. Eines ihrer Ziele war die Gründung der Vereinigten Staaten von Europa.
Bei den ersten Wahlen zum Reichstag im März 1871 wurde er nicht gewählt. Obwohl er in allen Wahlbezirken als Demokrat gegen ehemalige Parteifreunde der Fortschrittspartei antrat, wurde ihm ein Achtungserfolg auch von den Gegnern nicht abgesprochen.

### Hinwendung zur Sozialdemokratie
Unter dem Eindruck des Leipziger Hochverratsprozess gegen August Bebel und Wilhelm Liebknecht trat Jacoby 1872 der Sozialdemokratischen Arbeiterpartei (SDAP) bei. Ihre Grundsätze, so Jacoby, „und die Grundsätze der Demokratie von 1848 sind dieselben.“ Wer folgerichtig denke, „wird darüber nicht in Zweifel sein.“ Trotz Anfechtungen wegen seiner „sozialreformerischen“ Vorstellungen – mit einigen Parallelen zu seinem Königsberger, mittlerweile in Stuttgart lebenden Anhänger Albert Dulk, der 1875 der Sozialistischen Arbeiterpartei (SAPD) beitrat – genoss Jacoby bei den Sozialdemokraten hohes Ansehen. Er respektierte die Verdienste von Karl Marx um die soziale Frage und sprach sich anerkennend über Das Kapital aus, doch verwarf er den revolutionären Klassenkampf. Die Grundlagen seiner Schrift von 1870, sein „soziales Glaubensbekenntnis“ wie er es nannte, hielt er im Wesentlichen aufrecht.
Bei der Reichstagswahl im Jahr 1874 wurde er bei einer Stichwahl im Landkreis Leipzig als sozialdemokratischer Kandidat in den Reichstag gewählt, trat das Mandat aber nicht an. Schon vor den Wahlen hatte er diese Option mehreren Wahlvereinen angekündigt. An seine Wähler schrieb er wenig später, dass er von der Unmöglichkeit überzeugt sei, einen Militärstaat auf parlamentarischem Wege in einen Volksstaat umzuwandeln. Die Ablehnung des Mandats kostete die SDAP einen Reichstagssitz (in der darauf erfolgten Nachwahl in diesem Wahlkreis gewann der freisinnige Kandidat Carl Erdmann Heine) und wurde von der Partei scharf verurteilt. Im November 1876 einigten sich in Königsberg Demokraten und Sozialdemokraten auf August Bebel als Reichstagskandidat. Auf einer Wahlveranstaltung lernte Bebel Jacoby persönlich kennen, der auf ihn „einen ungemein günstigen Eindruck“ hinterließ.
Johann Jacoby starb mit 71 Jahren nach einer Operation. Bei seinem Begräbnis folgten zwischen 5000 und 10.000 Menschen dem Trauerzug. Obwohl er an keine geoffenbarte Religion glaubte, soll Jacoby seiner Schwester gegenüber geäußert haben, dass er nach jüdischem Ritus beerdigt werden wolle. Die Traueransprache hielt Isaak Bamberger, der Rabbiner der Jüdischen Gemeinde Königsbergs. Seine Marmorbüste von Rudolf Siemering wurde 1877 im Junkersaal neben dem Kneiphöfschen Rathaus aufgestellt. Seit 1933 ist sie verschollen.

## Schriften (Auswahl)
- Beitrag zu einer künftigen Geschichte der Zensur in Preußen. Imprimerie de Bourgogne et Martinet, Paris 1838.
- Vier Fragen beantwortet von einem Ostpreußen. H. Hoff, Mannheim 1841. Text bei Wikisource, Digitalisat und Volltext im Deutschen Textarchiv, Ausgabe 1863, Digitalisat bei Google.
- Das Königliche Wort Friedrich Wilhelms III. Renovard, Paris 1845, Digitalisat.
- (Hrsg.) Heinrich Simon. Ein Gedenkbuch für das deutsche Volk. 2 Teile, Julius Springer, Berlin 1865.
- Der freie Mensch. Rück- und Vorschau eines Staatsgefangenen. Julius Springer, Berlin 1866.
- Gesammelte Schriften und Reden von Dr. Johann Jacoby. 2 Bände, Otto Meißner, Hamburg 1872 (Die 2. Auflage von 1877 mit dem Supplementband: Nachträge zu Dr. Johann Jacobys Gesammelten Schriften und Reden enthaltend die seit 1872 veröffentlichten Aufsätze und Reden).

- Rede vor dem Kammergericht am 9. Januar 1865. In: Gesammelte Schriften und Reden. Zweiter Theil. Otto Meißner, Hamburg 1872 (pdf).
- Das Ziel der Arbeiterbewegung. Rede vor den Berliner Wählern am 7. Juni 1870. In: ebenda, S. 345–371 (pdf).

- Briefwechsel 1816–1849. Hrsg. Edmund Silberner, Neue Gesellschaft, Bonn-Bad Godesberg 1974.
- Briefwechsel 1850–1877. Hrsg. Edmund Silberner, Neue Gesellschaft, Bonn-Bad Godesberg 1976.